# Gerhard Hirschfeld

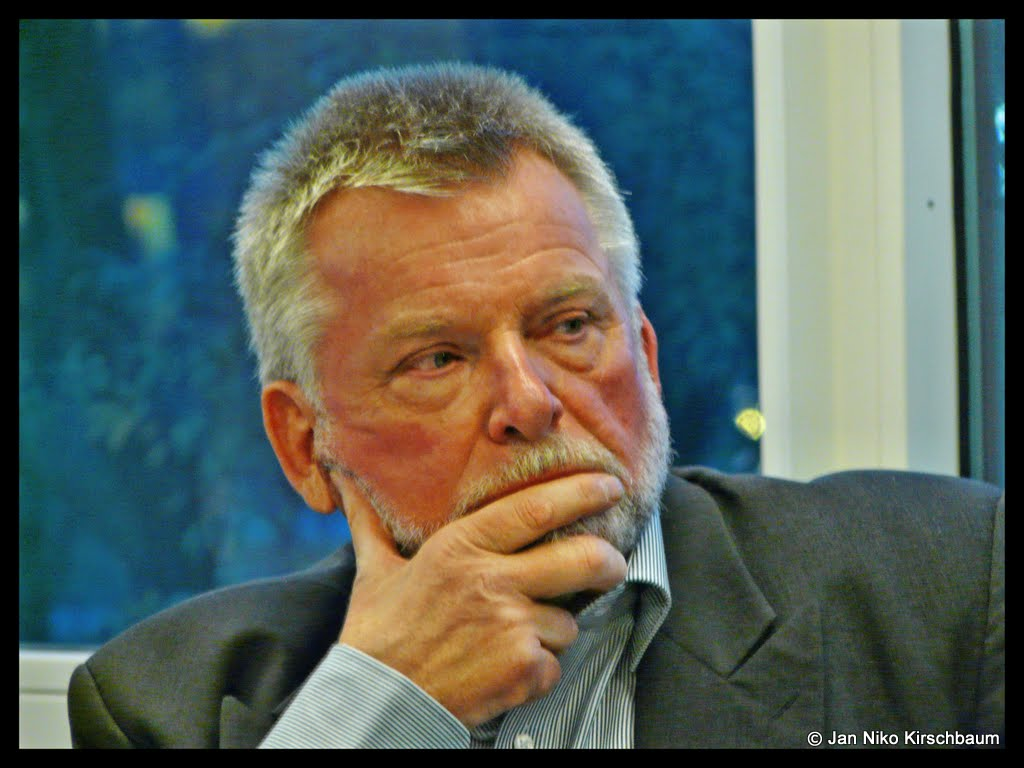
Gerhard Hirschfeld (2010)

Gerhard Hirschfeld (* 19. September 1946 in Plettenberg im Sauerland) ist ein deutscher Historiker.

## Leben
Gerhard Hirschfeld studierte Geschichte, politische Wissenschaften und Germanistik in Bochum und Köln und legte sein Staatsexamen 1974 an der Universität zu Köln ab. Anschließend war er DAAD-Lektor am University College Dublin und seit 1976 Assistent von Wolfgang J. Mommsen an der Universität Düsseldorf. 1981 promovierte er summa cum laude an der Heinrich-Heine-Universität Düsseldorf. Von 1978 bis 1989 war er wissenschaftlicher Mitarbeiter (Fellow) am Deutschen Historischen Institut in London. Daneben hatte er Lehraufträge an den Universitäten Birmingham und Warwick.
Hirschfeld ist seit 1997 Honorarprofessor am Historischen Institut der Universität Stuttgart. Von 1989 bis 2011 war er Leiter und Direktor der Bibliothek für Zeitgeschichte (seit 2000 Bibliothek für Zeitgeschichte in der Württembergischen Landesbibliothek, Stuttgart). Von 2016 bis 2018 war er Gastprofessor am Institute of International Relations der Universität Wuhan/China.
1996/97 und erneut 2006/07 war er Fellow des Netherlands Institute for Advanced Study in the Humanities and Social Sciences (NIAS) in Wassenaar. Von 1991 bis 2000 amtierte er als Vorsitzender des Deutschen Komitees für die Geschichte des Zweiten Weltkrieges. Von 1999 an oblag Hirschfeld die Leitung der unabhängigen Historikerkommission zur Überprüfung der Wehrmachtsausstellung Vernichtungskrieg. Verbrechen der Wehrmacht 1941 bis 1944 des Hamburger Instituts für Sozialforschung. Von 2000 bis 2010 war er Präsident des Comité Internationale d’histoire de la Deuxième Guerre Mondiale / International Committee for the History of the Second World War.
Hirschfeld ist bzw. war Mitglied zahlreicher wissenschaftlicher Gremien und Beiräte, unter anderem:
- des Centre de Recherche des Historial de la Grande Guerre in Péronne[4]
- des NIOD Instituut voor Oorlogs-, Holocaust- en Genocidestudies der Königlich Niederländischen Akademie der Wissenschaften[5]
- des Comité Scientique du Mémorial de Verdun
- der Gedenkstätte Grafeneck für die Opfer der NS-Euthanasie in Baden-Württemberg
- des Forum Vogelsang
- des Projektes 1914: Mitten in Europa des Landschaftsverbands Rheinland[6]
- des Fritz Bauer Instituts
- des Deutschen Historischen Museums[7]
- des Centre for Second World War Studies der Universität Birmingham

Ferner gehört er dem Redaktionsbeirat der Zeitschriften Zeithistorische Forschungen und der Tijdschrift voor Geschiedenis an sowie der internationalen Online-Enzyklopädie zum Ersten Weltkrieg, 1914-1918 online.

## Forschungsschwerpunkte
Das Werk Hirschfelds umfasst zahlreiche Bücher und Aufsätze zur Geschichte der beiden Weltkriege, insbesondere der Sozial- und Kulturgeschichte, ferner zur wissenschaftlichen Emigration aus Deutschland nach 1933 sowie zur Geschichte der Niederlande im 20. Jahrhundert. Die große Enzyklopädie zum Ersten Weltkrieg gilt mittlerweile als unverzichtbares Standardwerk.

## Publikationen (Auswahl)
als Autor
- Fremdherrschaft und Kollaboration. Die Niederlande unter deutscher Besatzung, Oldenbourg Verlag, Stuttgart 1984, ISBN 3-421-06192-0.
- mit Dittmar Dahlmann: Vergangenes Russland. Bilder aus dem Zarenreich, Klartext Verlag, Essen 1995, ISBN 3-88474-271-X
- mit Gerd Krumeich: Deutschland im Ersten Weltkrieg. S. Fischer Verlag, Frankfurt am Main 2013, ISBN 978-3-10-029411-1.
- mit Gerd Krumeich und Irina Renz: 1918. Die Deutschen zwischen Weltkrieg und Revolution. Ch. Links Verlag, Berlin 2018, ISBN 978-3-86153-990-2.
- Sarajevo. 28. Juni 1914. Die Geschichte hinter dem Bild. Landeszentrale für politische Bildung Thüringen, Erfurt 2020, ISBN 978-3-948643-09-6.

 als Herausgeber
- mit Wolfgang Mommsen: Sozialprotest, Gewalt, Terror: Gewaltanwendung durch politische und gesellschaftliche Randgruppen im 19. und 20. Jahrhundert, Klett-Cotta, Stuttgart 1982. ISBN 978-3-12-915000-9.
- The Policies of Genocide: Jews and Soviet Prisoners of War in Nazi Germany. Mit einem Vorwort von Wolfgang Mommsen. Routledge, London u. a. 1986. ISBN 978-1-138-80142-4.
- mit Lothar Kettenacker: Der „Führerstaat“. Mythos und Realität. Studien zur Struktur und Politik des Dritten Reiches. Klett-Cotta, Stuttgart 1981. ISBN 978-3-12-915350-5.
- Exil in Großbritannien. Zur Emigration aus dem nationalsozialistischen Deutschland. Klett-Cotta, Stuttgart 1983, ISBN 3-608-91142-1.
- mit Patrick Marsh: Kollaboration in Frankreich. Politik, Wirtschaft und Kultur während der nationalsozialistischen Besatzung 1940–1944. S. Fischer Verlag, Frankfurt am Main 1991, ISBN 3-10-030407-1.
- mit Irina Renz: Vormittags die ersten Amerikaner. Stimmen und Bilder vom Kriegsende 1945. Klett-Cotta, Stuttgart 2005. ISBN 978-3-608-94129-6.
- mit Hans-Peter Ullmann u. a.: Kriegserfahrungen. Studien zur Sozial- und Mentalitätsgeschichte des Ersten Weltkriegs. Klartext Verlag, Essen 1997, ISBN 978-3-88474-538-0.
- mit Stig Förster: Genozid in der modernen Geschichte. LIT, Münster 1999. ISBN 978-3-8258-4018-1.
- mit Tobias Jersak: Karrieren im Nationalsozialismus. Funktionseliten zwischen Mitwirkung und Distanz. Campus Verlag, Frankfurt am Main 2002, ISBN 3-593-37156-1.
- mit Gustavo Corni: L’umanità offesa. Stermini e memoria nell’Europa del Novecento. Il Mulino, Bologna 2003. ISBN 978-88-15-08320-3.
- mit Gerd Krumeich und Irina Renz: Enzyklopädie Erster Weltkrieg. Schöningh, Paderborn 2003. 2., aktualisierte und erw. Studienausgabe, Schöningh (UTB), Paderborn 2014, ISBN 978-3-506-76578-9.
  - englischsprachige Ausgabe: Brill's Encyclopedia of the First World War, zwei Bände. Brill, Leiden 2012, ISBN 978-90-04-20739-4.
- mit Gerd Krumeich und Irina Renz: Die Deutschen an der Somme 1914–1918. Krieg, Besatzung, Verbrannte Erde. Klartext Verlag, erweiterte und überarbeitete Ausgabe, Essen 2016, ISBN 978-3-8375-1459-9.